# Cessió (esports)
En esports, una cessió es produeix quan el club propietari dels drets d'un jugador permet al mateix jugar amb un altre conjunt diferent durant un període determinat de temps. Les cessions poden ser de diverses setmanes, de diversos mesos o de tota una temporada.
Hi ha diverses raons per les quals un jugador pot ser cedit. La més freqüent té com a protagonistes a joves jugadors que són enviats a clubs de menor categoria per guanyar experiència i gaudir de més minuts de joc efectiu. En aquest cas, el club propietari dels drets pot continuar pagant el salari de l'esportista. Alguns equips fins i tot busquen acords amb clubs de menor entitat d'altres països per enviar a jugadors que no tenen oportunitats de jugar minuts com és el cas del Manchester United FC, Royal Antwerp, l'Arsenal FC i el Beveren.
Un club pot sol·licitar la cessió d'un jugador, per exemple, si té una escassetat de fons per finançar fitxatges. La cessió és la fórmula més econòmica, ja que no es paga traspàs només el salari de l'esportista. La substitució temporal d'un jugador lesionat és una altra de les motivacions per recórrer a la cessió.
Una cessió pot estar restringida a un període de fitxatges establert per una competició. La cessió pot incloure una clàusula per la qual el jugador pot desvincular del seu club i quedar-se de forma permanent en l'equip en què ha actuat com a cedit prèvia compensació econòmica.
Alguns jugadors són cedits perquè estan descontents en els seus actuals clubs o perquè tenen desavinences irreconciliables amb algun membre del seu equip d'origen i perquè a més no hi ha cap altra entitat que vulgui contractar l'esportista de manera permanent. Exemples d'aquest cas són Henri Camara i Craig Bellamy, que van sortir temporalment dels seus respectius clubs d'origen, Wolverhampton Wanderers i Newcastle United.
A la Premier League, no es permet que els jugadors cedits puguin actuar en partits jugats contra els seus equips d'origen (secció 7.2 de la regla M.6.). Els jugadors cedits, però, si poden ser alineats contra els equips propietaris dels seus drets en partits de copa.

## Proves no pagades
A la Scottish Football League, es permet als clubs comptar amb jugadors a prova sense salari, fins i tot per partits oficials. Durant les primeres setmanes d'aquests jugadors en la competició seus noms poden ser canviats o fins i tot poden aparèixer com aprenents en les cròniques dels mitjans de comunicació.